# Scutachne dura
Scutachne dura är en gräsart som först beskrevs av August Heinrich Rudolf Grisebach, och fick sitt nu gällande namn av Albert Spear Hitchcock och Mary Agnes Chase. Scutachne dura ingår i släktet Scutachne och familjen gräs. Inga underarter finns listade i Catalogue of Life.